# مدیکارپین
مدیکارپین (به انگلیسی: Medicarpin) با فرمول شیمیایی C۱۶H۱۴O۴ یک ترکیب شیمیایی با شناسه پاب‌کم ۶۲۳۰۶۰ است. که جرم مولی آن ۲۷۰٫۲۷ g/mol می‌باشد. 